# 中央防犯サッカー部
中央防犯サッカー部（ちゅうおうぼうはんサッカーぶ）は、かつて存在した日本のサッカークラブ。中央防犯（現中央防犯アクトサービス）のサッカー部として1982年に創部され、静岡県藤枝市に本拠地を置いていた。日本プロサッカーリーグ（Jリーグ）所属のアビスパ福岡の前身となったクラブである。

## 概要

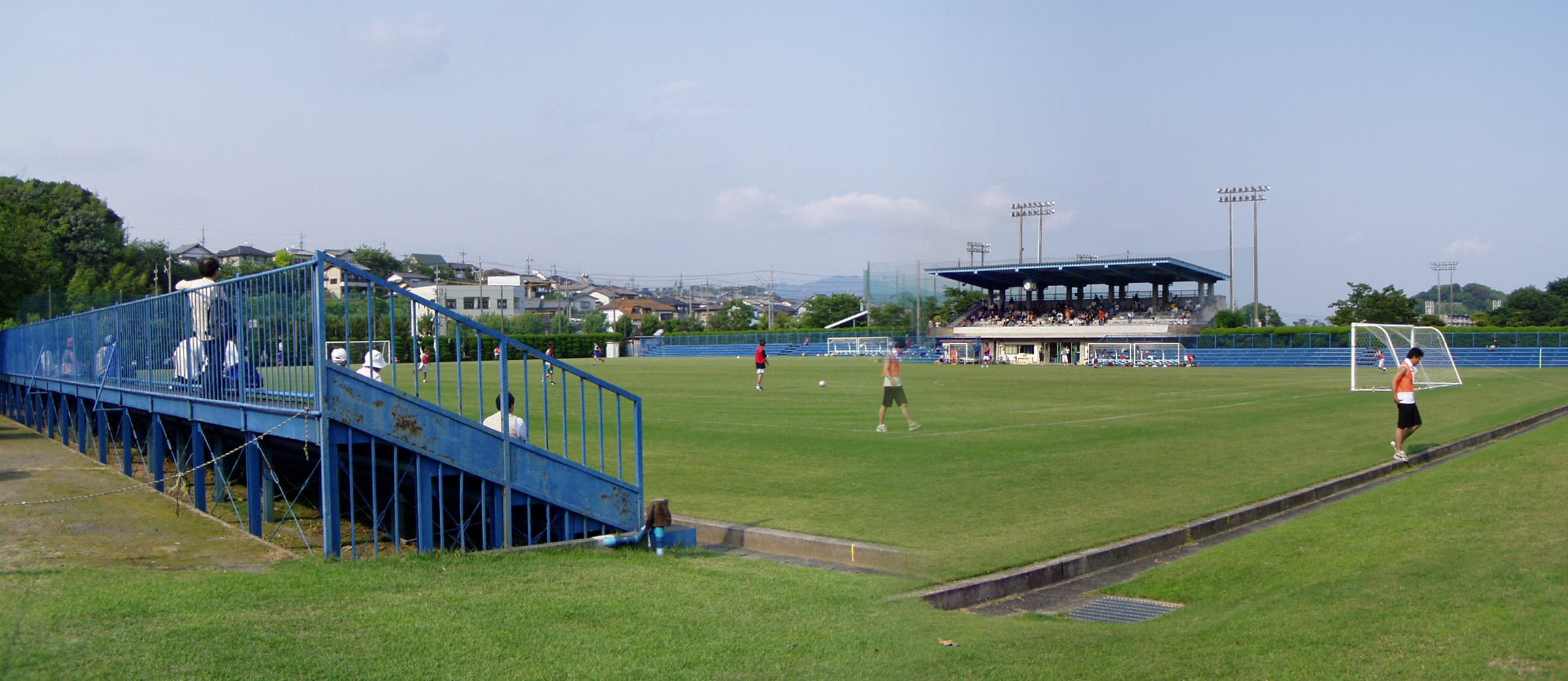
ホームスタジアムとして使用していた藤枝市民グラウンド球技場

中央防犯は1982年に地元出身の菊川凱夫を監督に迎えてサッカー部を結成。ガードマンとの兼業をしながら（徹夜勤務明けで練習に参加するものもいた）着実なチームのレベルアップを敢行。1991年に中央防犯ACM藤枝フットボールクラブへチーム名を変更。1992年にはチームを全国規模のリーグ戦で初タイトルとなるジャパンフットボールリーグ2部優勝に押し上げていった。
その後1994年に「中央防犯FC藤枝ブルックス」としてJリーグ参入を念頭に置いた強化策を行うことを決め、元Jリーガーなどのプロ選手らを補強したが、市民グラウンドの改修が困難であることと、藤枝総合運動公園サッカー場の完成が2002年であることなどから藤枝でのJリーグ入りを断念。かねてからチーム誘致に積極的だった福岡市に移転して福岡ブルックス（現:アビスパ福岡）となった。
なお本拠移転を受けて、1994年夏場に、ジャパンフットボールリーグの主管試合を藤枝から東平尾公園博多の森陸上競技場に変更して開催したことがあった。福岡移転後も、1995年夏季ユニバーシアードの開催により博多の森球技場がサッカー競技会場となった都合で、5試合を静岡県内、うち3試合を藤枝市民グラウンド（残り2試合は草薙陸上競技場）に移して開催した事例もあった。
なお、中央防犯FCの選手の内、アビスパ（福岡のチーム）に参加をしない社員選手らが中心となって、新たに1995年、「中央防犯ACMブルックスサッカークラブ」という同好会を結成。その後中央防犯サッカー部に名称を戻し、東海社会人サッカーリーグ1部に在籍していたが、2006年に1部最下位となり、その年をもって廃部となった。

## 成績

### 中央防犯サッカー部/中央防犯FC藤枝ブルックス
| 年      | 所属            | 順位 | 勝点 | 勝              | 分 | 負              | 得点 | 失点 | 監督     |
| ------- | --------------- | ---- | ---- | --------------- | -- | --------------- | ---- | ---- | -------- |
| 1983    | 静岡県中西部3部 | 優勝 |      |                 |    |                 |      |      | 菊川凱夫 |
| 1984    | 静岡県中西部2部 | 優勝 |      |                 |    |                 |      |      | 菊川凱夫 |
| 1985    | 静岡県中西部1部 | 優勝 |      |                 |    |                 |      |      | 菊川凱夫 |
| 1986    | 静岡県2部       | 優勝 |      |                 |    |                 |      |      | 菊川凱夫 |
| 1987    | 静岡県1部       | 優勝 |      |                 |    |                 |      |      | 菊川凱夫 |
| 1988    | 東海            | 優勝 | 29   | 13              | 3  | 1               | 41   | 12   | 菊川凱夫 |
| 1989    | 東海            | 2位  | 26   | 11              | 4  | 2               | 40   | 12   | 菊川凱夫 |
| 1990    | 東海・上位      | 2位  | 20   | 9               | 2  | 5               | 28   | 20   | 菊川凱夫 |
| 1991-92 | JSL2部          | 12位 | 27   | 7               | 6  | 17              | 33   | 52   | 菊川凱夫 |
| 1992    | JFL2部          | 優勝 | 38   | 12              | 2  | 4               | 46   | 21   | 菊川凱夫 |
| 1993    | JFL1部          | 9位  | -    | 6（1延長 0PK）  | -  | 12（2延長 2PK） | 25   | 39   | 菊川凱夫 |
| 1994    | JFL             | 3位  | -    | 24（3延長 0PK） | -  | 6（2延長 0PK）  | 61   | 32   | 菊川凱夫 |

### 中央防犯サッカー部（アビスパへ移管後）
| 年   | 所属      | 順位 | 勝点 | 勝 | 分 | 負 | 得点 | 失点 |
| ---- | --------- | ---- | ---- | -- | -- | -- | ---- | ---- |
| 1995 | 静岡県2部 | 優勝 |      | 14 | 1  | 1  |      |      |
| 1996 | 静岡県1部 | 優勝 |      | 12 | 3  | 0  |      |      |
| 1997 | 東海      | 8位  | 15   | 6  | 3  | 6  | 18   | 20   |
| 1998 | 東海      | 2位  | 23   | 10 | 3  | 2  | 42   | 27   |
| 1999 | 東海      | 8位  | 18   | 5  | 3  | 7  | 17   | 23   |
| 2000 | 東海      | 5位  | 26   | 7  | 5  | 3  | 25   | 15   |
| 2001 | 東海      | 8位  | 21   | 6  | 3  | 6  | 32   | 27   |
| 2002 | 東海1部   | 4位  | 28   | 8  | 4  | 4  | 31   | 25   |
| 2003 | 東海1部   | 3位  | 22   | 7  | 1  | 6  | 29   | 18   |
| 2004 | 東海1部   | 5位  | 17   | 5  | 2  | 7  | 24   | 30   |
| 2005 | 東海1部   | 6位  | 15   | 4  | 3  | 7  | 13   | 29   |
| 2006 | 東海1部   | 8位  | 2    | 0  | 2  | 12 | 10   | 56   |

## タイトル

### カップ戦
- 全国社会人サッカー選手権大会
  - 優勝（2回）：1989年（第25回）、1990年（第26回）

### リーグ戦
- ジャパンフットボールリーグ2部
  - 優勝（1回）：1992年
- 東海社会人サッカーリーグ
  - 優勝（1回）：1988年